# Indicador de fuerza de la señal recibida
El indicador de fuerza de la señal recibida (RSSI por las siglas del inglés Received Signal Strength Indicator), es una escala de referencia (en relación con 1 mW) para medir el nivel de potencia de las señales recibidas por un dispositivo en las redes inalámbricas (típicamente WIFI o telefonía móvil). 
La escala tiende al valor 0 (cero) como centro;y  representa 0 RSSI o 0 dBm. Aunque teóricamente puede darse el caso de medirse valores positivo, generalmente la escala se expresa dentro de valores negativos; cuanto más negativo, mayor pérdida de señal.
El RSSI indica intensidad recibida, no calidad de señal; ya que esta última se determina contrastando la intensidad de la señal respecto de la relación señal/ruido (Eb/No).
Nota: En esta escala un nivel de 0 dBm es igual a 1 mW (milivatio).

## Interpretación de los valores
En una escala de 0 a -80 RSSI:
- 0: señal ideal, difícil de lograr en la práctica.
- -40 a -60: señal idónea con tasas de transferencia estables.
- -60: enlace bueno; ajustando la transmisión (Tx) se puede lograr una conexión estable al 80 %.
- -70: enlace medio-bajo; es una señal medianamente buena aunque se pueden sufrir problemas con lluvia y viento.
- -80: es la señal mínima aceptable para establecer la conexión; pueden ocurrir caídas que se traducen en corte de comunicación (pérdida de llamada, pérdida de datos), mensajes sms corruptos (ilegibles), etc.

Hay que tener en cuenta que el rango de valores representados pueden variar entre diferentes fabricantes y no están del todo estandarizados.

## Equivalencias dBm
Tabla de equivalencias aproximada para averiguar el nivel de cobertura en función de los dBm en aire recibidos:
- Más de -76 dBm (números más cercanos a 0) = Excelente
- Entre -89 y -77 = Muy buena
- Entre -97 y -90 = Buena/Media
- Entre -103 y -98 = Baja cobertura
- Entre -112 y -104 = Bajísima cobertura (problemas para establecer llamadas)
- Entre -113 y -132 dBm = Muy poca cobertura (problemas para establecer llamadas y rendimiento bajisimo)
- Menos de -135 = Sin cobertura

- Datos: Q1195672